# Överhogdals landskommun
Överhogdals landskommun var en kommun i Härjedalen, i Jämtlands län.

## Administrativ historik
Kommunen bildades 1863 i Överhogdals socken i samband med att 1862 års kommunalförordningar trädde i kraft. Vid kommunreformen 1952 bildade kommunen, tillsammans med Ängersjö och Ytterhogdal, den nya Hogdals landskommun.
Området ingår sedan 1974 i Härjedalens kommun.

### Fotnoter
1. ↑  Andersson, Per (1993). Sveriges kommunindelning 1863–1993. Mjölby: Draking. Libris 7766806. ISBN 91-87784-05-X